# 石水幸安
石水 幸安（いしみず ゆきやす、1917年8月12日 - 1985年2月16日）は、日本の実業家。石屋製菓創業者。父の石水亀一の三男。祖父は石水八郎。八郎は1899年（明治32年）愛媛県宇摩郡関川村(現四国中央市)から、屯田兵として先に移住していた兄の石水七之助を頼って移住。

## 来歴
北海道雨竜郡一已村（現深川市一已町）生まれ。東亜商業学校（現東亜学園高等学校）卒業。戦前は南満州鉄道株式会社に勤務した。戦後、妻の郷里の広島を経て、北海道に引き揚げる。1947年澱粉加工業を始め、後に駄菓子・生菓子の製造に従事。
1967年より高級菓子製造に路線を転換し、長男・勲の協力も得て1971年最初のヒット作「シェルター」を世に出す。1976年に「白い恋人」を発売。翌年飛行機の機内食に採用されたことから、全国的なヒット商品となった。また、品質保持等の問題から、商品の販路を道内に限定する方針を取っていたことが、結果的に郷土土産の定番としても定着することに繋がった。
1979年脳梗塞で倒れ、翌年社長の座を長男の勲に譲って会長に退く。また、元北海道放送所属のアナウンサー 山田泰子は義孫である(孫の妻)。